# Trzebin (powiat wałecki)
Trzebin – wieś w Polsce położona w województwie zachodniopomorskim, w powiecie wałeckim, w gminie Człopa.

## Historia
Miejscowość pierwotnie związana była z Wielkopolską. Po raz pierwszy wymieniana w łacińskim dokumencie z 1381 (odpis w dokumencie z XVI w.) jako Trzebin, Trzebini, 1532 Trzebyna, 1558 Trzebinya, 1581 Trzebina.
Niepoświadczone jest w pełni istnienie wsi w XIV wieku. Archiwalny dokument z 1546 powołuje się na wcześniejszy z 1381 kiedy rzekomo miała się odbyć lokacja wsi jednak Trzebin został założony w połowie XVI wieku. Prawdopodobnie w miejscu nowej wsi istniała jednak wcześniejsza osada. Zapisy z 1532 mówią o opustoszałej dziedzinie w puszczy, a kolejny z 1557 mówi o wsi „nowo lokowanej”. Może to wskazywać, że wcześniej istniała w tym miejscu jakaś osada. Leżące w okolicy Szonowo jest bowiem poświadczone jako wieś już w 1352.
Według dokumentu z 1381 (odpis w innym dokumencie z XVI wieku) dwaj bracia: Wincenty oraz Jan sędzia ziemski poznański, którzy byli dziedzicami Czarnkowa i Człopy nadali Piotrowi 12 łanów we wsi Trzebin. Łany te miały być wolne od opłat oraz danin, a Piotr miał jedynie po upływie 2 lat wolnizny służyć na koniu wartości 5 grzywien brandenburskich. Piotr otrzymał prawo do posiadania własnego owczarza i pobierania 1/3 dochodów z karczmy we wsi Trzebin.
W XVI wieku miejscowość była wsią szlachecką należącą do wielkopolskiego rodu Czarnkowskich herbu Nałęcz III. Leżała w parafii Człopa i należała do powiatu poznańskiego Korony Królestwa Polskiego. W 1532 w podziale puszcz między braćmi Czarnkowskimi Maciej otrzymał m.in. opustoszałe dziedziny w puszczy należące do Człopy: Trzebin, Szonowo oraz Czuczarz. W 1557 kasztelan poznański Piotr Czarnkowski w działach z braćmi biskupem poznańskim Andrzejem, kasztelanem śremskim Wojciechem i starostą kłeckim Stanisławem otrzymał m.in. połowę Człopy z nowo lokowanymi wsiami w puszczy należącymi do Człopy: Szonowem, Czuczarzem, Pieczyskami (obecnie Przelewice) oraz Trzebinem, a także innymi wsiami opuszczonymi, które w przyszłości zostaną tam założone.
W 1558 doszło do ugody pomiędzy braćmi Piotrem oraz Wojciechem Sędziwójem Czarnkowskim co do podziału dóbr Człopa. Ustalono wtedy, że granica Człopy i Trzebina zaczyna się od kopca granicznego stojącego pod Gogolczą Górą (koło dawnej wsi Gogolin, dziś Jaglice) nad rzeką Słopicą. Dalej wzdłuż tej rzeki biegła przez jezioro i staw należące do Wojciecha i do jeziorka zwanego Pruskim, a z niego dalej strugą do następnego jeziora zwanego Prusy i tą samą strugą obok wsi Trzebin przez drogę z Trzebina do Człopy. Ustalono, że na strudze tej Piotr mógł zbudować młyn. Dalej granica biegła do jezior zwanych wówczas Chochlinek i Chochlin, które obecnie nazywa się Jeziorem Białym.
Miejscowość odnotowują archiwalne regesty podatkowe. W 1580 miał miejsce pobór podatków we wsi, które zapłacił kasztelan poznański Piotr Czarnkowski: od 17 kawałków roli po 7 groszy, od 4 zagrodników, jednego kowala, jednego łana sołtysiego, a także z działu sołtysa Jana Klimanka: od 3 łanów, 2 zagrodników. W 1581 odbył się pobór z działu Klimanków od 6 łanów, 2 zagrodników, a z działu Piotra Czarnkowskiego od 13 kwart roli, 4 zagrodników, karczmarza oraz jednego łana sołtysiego.
W latach 1946–1954 siedziba gminy Trzebin. W latach 1975–1998 miejscowość położona była w województwie pilskim.